# Saalfeld/Saale
Saalfeld/Saale è una città di 28 772 abitanti della Turingia, in Germania.
È il capoluogo, e il centro maggiore, del circondario (Landkreis) di Saalfeld-Rudolstadt (targa SLF). Il 1º dicembre 2011 ha assorbito il precedente comune di Arnsgereuth.

## Storia
Nel 2018 vennero aggregati alla città di Saalfeld/Saale i comuni di Saalfelder Höhe e Wittgendorf.
Il 1º gennaio 2019 vennero aggregati alla città di Saalfeld/Saale i comuni di Reichmannsdorf e Schmiedefeld.
Le attrazioni più importanti con i musei su OpenStreetMap a Saalfeld.

## Amministrazione

### Gemellaggi
- Stains, dal 1964
- Sokolov, dal 1974
- Kulmbach, dal 1988
- Samaipata, dal 1996
- Zalewo, dal 2001